# Усть-Каначульский сельсовет
Усть-Каначульский сельсовет — сельское поселение в Ирбейском районе Красноярского края.
Административный центр — село Усть-Каначуль.

## Население
| 2010 | 2012 | 2013 | 2014 | 2015 | 2016 | 2017 |
| ---- | ---- | ---- | ---- | ---- | ---- | ---- |
| 165  | ↘152 | ↘140 | ↘137 | ↘135 | ↘125 | ↘124 |

## Состав сельского поселения
В состав сельского поселения входят 2 населённых пункта:
| № | Населённый пункт | Тип населённого пункта       | Население |
| - | ---------------- | ---------------------------- | --------- |
| 1 | Ракитовка        | деревня                      | 9         |
| 2 | Усть-Каначуль    | село, административный центр | 156       |

В 2021 году была упразднена деревня Петропавловка-2.

## Местное самоуправление
Усть-Каначульский сельский Совет депутатов
Дата избрания: 14.03.2010. Срок полномочий: 5 лет. Количество депутатов: 7
Глава муниципального образования
- Бурей Иван Егорович. Дата избрания: 14.03.2010. Срок полномочий: 5 лет